# Umdeutung (Sprachwissenschaft)
Als Umdeutung bezeichnet man in der Sprachwissenschaft die Verwendung eines bereits vorhandenen Wortes oder eines Ausdrucks einer Sprache in einer wesentlich anderen Bedeutung. Diese Bedeutung kann die bisherige Bedeutung ergänzen oder ersetzen. Die Umdeutung ist ein spezieller bezeichnungsmäßiger Vorgang. Sie gehört zu dem Bereich der Neuschöpfung in der Sprachentwicklung.
Die Ursache für eine Umdeutung kann sein, dass eine neue Begrifflichkeit entsteht, für die es noch kein Wort gibt. So gibt es im Englischen das Wort „file“ mit den alten Bedeutungen „Feile“, „Reihe“, „Akte“ und „Aktenordner“, das mit der Einführung der Computer in Rechenzentren die neue Bedeutung „Datei“ erhielt. Eine Verwechslungsgefahr bestand zunächst nicht, weil Computer in Werkstätten oder Büros noch nicht vorkamen. Mit der Einführung der Computer in Büros entstand der Wunsch, zwischen „computer file“ „Rechnerakte“ und „paper file“ „Papierakte“ zu unterscheiden. Mit diesen Neuschöpfungen wurde die vorangegangene Umdeutung relativiert.
Die Ursache für eine Umdeutung kann sein, dass eine Begrifflichkeit entfällt und der Ausdruck für eine scheinbar ähnliche Sache oder einen ähnlichen Vorgang erneut oder weiter genutzt wird. Der Ausdruck „Blaumachen“ steht in der heutigen Umgangssprache für das unerlaubte Fernbleiben von der Arbeit. Nach einer Legende wurde damit ursprünglich eine Ruhephase bei dem Blaufärben bezeichnet, in der die Textilien trocknen mussten und die Färber eine Pause machen konnten. (Siehe Blauer Montag!)
Die Ursache für eine Umdeutung kann sein, dass eine Aussage für eine geschlossene Nutzergruppe verständlich sein soll, für alle anderen jedoch nicht verständlich sein soll. Das ist gelegentlich bei Jugendsprachen und durchgehend bei Gruppensprachen wie dem Rotwelschen der Fall. Um auffällige Neuschöpfungen zu vermeiden, gibt man alltäglichen Wörtern geheime andere Bedeutungen, sodass jemand, der zufällig einen Teil der Konversation mithört, kaum merkt, dass ihm etwas wesentliches verheimlicht werden soll. In der Kofferaner Musikantensprache heißt der Heimatort Schtotsem. Auf Deutsch heißt er Kofferen. Mehrere Orte in der Gegend um Kofferen (bzw. Schtotsem) heißen Stotzheim. Auftraggebern wurde vorgetäuscht, eine vielbeschäftigte – und damit angesehene und teure – Kapelle fahre ihrem nächsten Engagement entgegen oder komme von dem vorherigen, indem Heimreisen nach Kofferen mit dem Begriff Schtotsem verschleiert wurden.